# Онича
Онитша (на английски: Onitsha) е град в щата Анамбра, Югоизточна Нигерия. Агломерацията на града има население от около 1 080 000 жители (по изчисления от март 2016 г.). Намира се на източния бряг на река Нигер. Коренните жители са предимно от етническата група игбо.